# Megastethodon sulcatus
Megastethodon sulcatus är en insektsart som först beskrevs av Walker 1870.  Megastethodon sulcatus ingår i släktet Megastethodon och familjen spottstritar. Inga underarter finns listade i Catalogue of Life.